# Pheidole cephalica
Pheidole cephalica är en myrart som beskrevs av Smith 1858. Pheidole cephalica ingår i släktet Pheidole och familjen myror.

## Underarter
Arten delas in i följande underarter:
- P. c. apterostigmoides
- P. c. cephalica
- P. c. incrustata
- P. c. sarrita